# Il libro della vita e della morte
Il libro della vita e della morte (A Discovery of Witches) è un romanzo storico-fantasy e il libro di debutto dell'accademica americana Deborah Harkness. Il libro racconta la storia di Diana Bishop, una professoressa di storia dell'alchimia all'Università di Oxford che, dopo aver trovato accidentalmente un inafferrabile e ormai considerato perduto manoscritto, viene costretta ad accettare la magia nel suo sangue che lei aveva pensato di tenere fuori dalla sua vita. Allo stesso tempo accetta un amore proibito con il principe vampiro Matthew Clairmont.
Il romanzo ha ricevuto, per la maggior parte, recensioni positive dai critici letterari. Fu elogiato per la sua intelligenza e il mix di storia e fantasy, d'altro canto altri critici sentivano che la trama fosse povera e la narrazione lenta. I paragoni furono fatti tra le altre serie fantasy, come Twilight e Harry Potter. Il romanzo iniziò come un "Esperimento mentale" per Deborah, che aveva pubblicato precedentemente solo saggi di storia. Lei raccontò riguardo alla sua vita accademica come storica e ai suoi studi di alchimia, magia e occulto.
Il libro della vita e della morte fu prima di tutto pubblicato con la copertina l'8 febbraio 2011, dalla Penguin Books, divenendo un New York Times Best Seller subito dopo la pubblicazione. Fu poi rilegato in cartaceo e anche in Ebook. Il romanzo è stato tradotto in più di 36 lingue. Il libro della vita e della morte è il primo della trilogia All Souls, seguito da L'ombra della notte (2012) e completata con il terzo romanzo, Il bacio delle tenebre (giugno 2014).

## Storia editoriale

### Concezione
Secondo la Harkness, il romanzo era iniziato come un “esperimento pensato” dopo che aveva notato la varietà di romanzi riguardanti i vampiri e la magia al negozio di libri dell'aeroporto. Come storica, aveva notato che le persone oggi erano interessate nel leggere riguardo allo stesso soggetto, incluso il soprannaturale. “In un certo senso io penso che la loro popolarità sia legata ora ai nostri sentimenti, poiché vogliono che ci siano magia e incanto nel mondo” teorizza la Harkness.”La magia apre una strada per infinite possibilità, un infinito senso di cosa il mondo possa offrire. La magia è sempre lì quando la scienza non trova ciò che vuole”. La Harkness ha studiato magia e Occulto, che sono stati l'inspirazione per il romanzo, dal 1983.
La scrittura del romanzo veniva fatta nel primo mattino “ nella beata pace prima [lei] di scambiare e-mail”, mentre lei continuava a insegnare all'University of Southern California durante il giorno, e scrivendo su un blog riguardo ai vini la sera. Al contrario dei romanzi di Anne Rice che lei “lesse e amò” quando aveva venti anni, la Harkness dichiara di non aver letto altri romanzi di vampiri come The Historian o la serie di Twilight. Alcuni elementi di questo romanzo traggono ispirazione direttamente dalla vita della Harkness: lei spese molte ore nella ricerca nella sala della lettura della biblioteca Bodleiana, e nel corso delle sue ricerche, la Harkness scoprì un antico - e da tanto tempo perduto - libro di incantesimi, il Libro di Soyga.

### Pubblicazione
All'inizio Il libro della vita e della morte ottenne l'attenzione della casa editrice alla Fiera del libro di Francoforte nel 2009. Dopo venne pubblicato dalla Viking Press per il Nord America fu pubblicato nel 2011. Il romanzo ebbe un successo commerciale, debuttando al secondo post nell'Hardcover Fiction sulla New York Times Best Seller list, e ottavo nel USA TodayBest selling book list. Due mesi dopo la pubblicazione, Il libro della vita e della morte era già alla sua settima ristampa.

## Accoglienza e critica
Il romanzo venne generalmente lodato e ritenuto un forte debutto letterario. Valutando il romanzo come B+, Karen Valby dell'Entertainment Weekly fu positiva nella sua recensione, definendolo uno “straordinario divertente debutto” e sottolineando che “la Harkness scrive con l'eccitante fusto per il mondo magico. Se lei sta descrivendo una classe di yoga per streghe, demoni e vampiri o la casa benignamente infestata di Diana, è un pretesto per fermare l'incredulità.” Pensava che il romanzo ti trascinasse per un po', “le pagine scorrono veloci, come se andassero da sole” così come le azioni l'hanno coinvolta e “attraverso il soddisfacente finale, la Harkness ha fatto di me una credente.” Parade diede al romanzo una felice approvazione, scrivendo, “La sicurezza della mano della Harkness quando si tratta di amore stellato e di sequenze d'azione agghiaccianti in locali suggestivi, rende un debutto incantevole.” O il The Oprah Magazine classificò “Il libro della vita e della morte” come uno dei 15 libri da vedere nel Febbraio 2011, descrivendolo come “romantico, erudito, e carico di suspense” e annotando “la Harkness assiste ad ogni dettaglio emozionale o scolaresco con sensualità, capriccio e ironia.” In una intervista, Library Journal disse che” Il libro della vita e della morte” come un ”romanzo incantevole...un acquisto essenziale” e la Harkness come “un'autrice da tenere d'occhio'. Per il romanzo la recensione disse: “i lettori troveranno se stessi immedesimati nel successo di Diana nel scovare i segreti del manoscritto. Anche se non è un attaccapani che si morde le unghia, il finale provvede abilmente a un senso di completezza mentre lascia porte aperte per la possibilità di un bellissimo sequel di avventure. Questo recensore, per se stesso, spera che arrivino presto!”.
I critici lodarono l'attenzione della Harkness per i dettagli e la storia, rari nei romanzi paranormal romance. Il San Antonio Express-News lo descrisse come “un raro romanzo storico che cerca di essere sia intelligente che romantico [e] è una storia sovrannaturale che, anche quelli che di solito preferiscono stare con i piedi saldati alla realtà, possono essere catturati dentro.” Nisi Shawl del The Seattle Times disse che “penso che la qualità della prosa rimanga più che chiara e soddisfacente, i suoi riferimenti eruditi alle tavole incuneate di cuoio e agli ingredienti segreti nell'inchiostro medievale lo rendono un gradito sollievo.” Margot Adler della National Public Radio chiamò Il libro della vita e della morte “a tour de force, un'abile e inusuale esperta mescolanza delle scienze pesanti, storia e del supernaturale.” Per il ‘Miglior libro del mese’ per Febbraio 2011, Amazon.com descrisse il romanzo come “un'ipnotizzante e accattivante lettura, storia e magia in parti uguali, amore e suspense... Questa intelligente, sofisticata storia riporta ai romanzi di Anna Rice, ma è contemporanea e sensuale come la serie di Twilight con in più uno storico realismo.”
In un'intervista più variegata per il The Guardian, Jenny Turner criticò la qualità della scrittura ma ammise che le idee erano interessanti: “Questo romanzo è sciocco. I personaggi e le reazioni sono stereotipate. Il sottofondo storico è un completo miscuglio. La prosa è terribile. E le idee hanno abbastanza aspirazione, in qualche modo, per presentare un lettore senza domande con alcuni bei grattacapi.” Elizabeth Hand, scrivendo per il The Washington Post, criticò l'argomento e scrisse che “la base di questo romanzo è cosi torbido che i lettori potrebbero vecchi allo stesso modo.” I confronti sono stati fatti tra “Il libro della vita e della morte” e altre serie fantasy popolari - cioè Twilight, nelle dinamiche della relazione di Diana e Matthew, e Harry Potter nella co-esistenza di creature magiche e non magiche. Si sono riferiti al libro come “Harry Potter per persone cresciute.” Il romanzo fu comparato al lavoro di Diana Gabaldon. La Harkness disse che lei era una calorosa fan della Gabaldon e vide i confronti come lusinghieri.

## Adattamento televisivo
Warner Bros. acquistò i diritti per realizzare un film de Il libro della vita e della morte nell'estate 2011. Il film era ancora agli inizi della produzione, con pochi dettagli presentati oltre la firma del drammaturgo David Auburn fino alla penna della sceneggiatrice e produttrice Denise Di Novi e Allison Greenspan che hanno lavorato a Piccole donne, Quattro amiche e un paio di jeans e Amori & incantesimi. Il film non venne mai realizzato.
Il canale di intrattenimento britannico, Sky One, comprò i diritti per fare dei libri una serie televisiva. Teresa Palmer è stata scelta come Diana Bishop mentre Matthew Goode è stato scelto come Matthew Clairmont. Le riprese della prima stagione sono terminate il 15 febbraio 2018. La serie ha debuttato nel Regno Unito su Sky One il 14 settembre 2018 con la prima stagione.

## Riferimenti storici ne Il libro della vita e della morte

### Persone
- Elias Ashmole
- Papa Silvestro II, originalmente conosciuto come Gerbert d'Aurillac

### Libri
- Aurora consurgens